# Gelora Bung Tomo-stadion
Het Gelora Bung Tomo-stadion is een multifunctioneel (voetbal)stadion in Surabaya, Oost-Java, Indonesië. Het stadion maakt deel uit van het Surabaya sportcomplex en is geopend op 6 augustus 2010.
Het stadion heeft een capaciteit van 80.000 personen maximum.